# Norges Ake-, Bob- og Skeletonforbund
De Norges Ake-, Bob- og Skeletonforbund (NABSF) is de koepelorganisatie in Noorwegen voor de beoefening van het bobsleeën, rodelen, skeleton. De NABSF organiseert het bobsleeën, rodelen en skeleton in Noorwegen en vertegenwoordigt het Noorse bobsleeën, rodelen en skeleton op internationale sportevenementen.
De bond is opgericht 13 december 1935 en lid van de Internationale Bobslee- en Skeletonfederatie en de Fédération Internationale de Luge de Course. Anno 2014 telde de federatie zo'n 279 leden, verspreid over 10 verenigingen. 

## Ledenaantallen
Hieronder de ontwikkeling van het ledenaantal en het aantal verenigingen:
| Jaar | Ledenaantallen | Ledenaantallen | Ledenaantallen | Verenigingen |
| Jaar | Mannen         | Vrouwen        | Totaal         | Verenigingen |
| ---- | -------------- | -------------- | -------------- | ------------ |
| 2014 | 93             | 186            | 279            | 10           |
| 2013 | 89             | 143            | 232            | 10           |
| 2012 | 118            | 219            | 337            | 10           |
| 2011 | 106            | 247            | 353            | 10           |
| 2010 | 126            | 361            | 487            | 10           |
| 2009 | 115            | 349            | 464            | 10           |
| 2008 | 123            | 409            | 532            | 11           |
| 2007 | 120            | 350            | 470            | 11           |
| 2006 | 107            | 278            | 385            | 9            |
| 2005 | 121            | 567            | 688            | 9            |
| 2004 | 189            | 735            | 924            | 9            |
| 2003 | 439            | 1.125          | 1.564          | 14           |
| 2002 | 180            | 572            | 752            | 14           |